# Santa Eufemia
Santa Eufemia és un municipi de la província de Còrdova a la comunitat autònoma d'Andalusia, a la comarca de Valle de los Pedroches.

## Demografia
| 1996  | 1998  | 1999  | 2000  | 2001  | 2002  | 2003  | 2004  | 2005  | 2006 |
| ----- | ----- | ----- | ----- | ----- | ----- | ----- | ----- | ----- | ---- |
| 1.204 | 1.185 | 1.153 | 1.148 | 1.125 | 1.101 | 1.061 | 1.036 | 1.021 | 998  |